# William Henry Elton

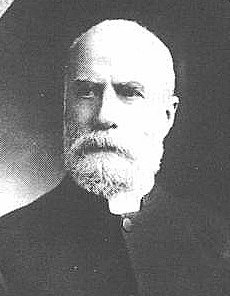
William Henry Elton

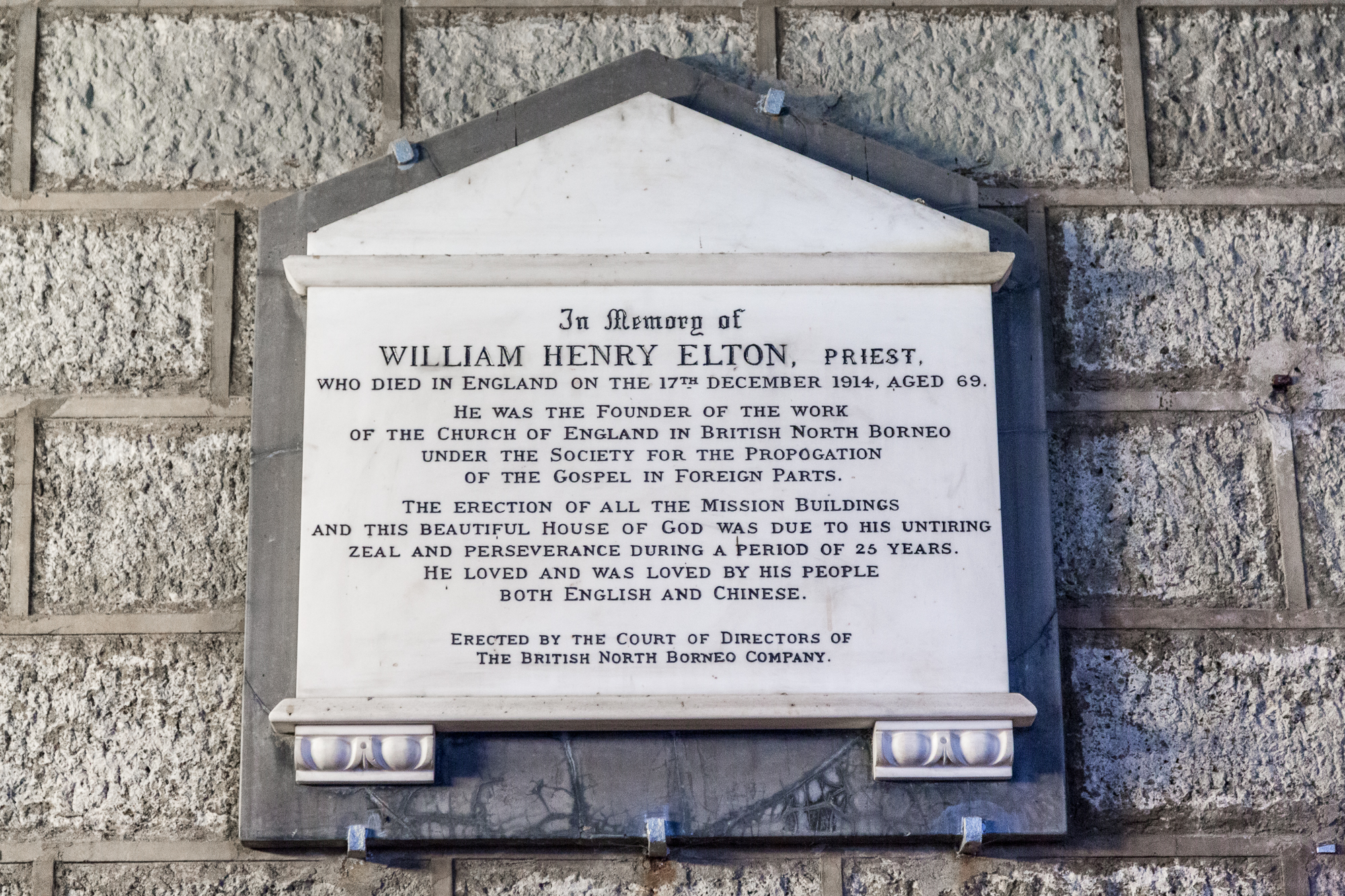
Gedenktafel für W. H. Elton in St. Michael’s Sandakan

William Henry Elton (* 1845; † 17. Dezember 1914 in London) war ein anglikanischer Geistlicher. Er war der erste anglikanische Priester von Sandakan in Britisch-Nordborneo und war maßgeblich an der Planung und am Bau der Kirche St. Michael’s and All Angels beteiligt.

## Leben
William Henry Elton wurde 1845 geboren. Seine Schulbildung erhielt er am King’s College London. 1870 wurde er ordiniert und diente zunächst von 1870 bis 1874 als Kurat in London.
Als Lehrer an der Highgate School unterrichtete er einige Neffen von Francis Thomas McDougall, dem ersten anglikanischen Missionar in Borneo. Aus einem Treffen mit McDougall erwuchs sein Interesse an Borneo.
Seinen missionarischen Dienst in Übersee begann er 1874 in Ceylon. 1880 wurde er nach Neuseeland versetzt. Das erste Jahr verbrachte er in Rakaia, Canterbury, danach arbeitete er bis 1988 als Juniorkurat und Präzentor an der ChristChurch Cathedral von Christchurch.
Im Juni 1888 erhielt Elton im Büro der anglikanischen Missionsorganisation Society for the Propagation of the Gospel in Foreign Parts seine Beauftragung als „Geistlicher für die Beamten der British North Borneo Chartered Company und der anderen Europäer“.
Im Juli 1888 schiffte sich Elton in London ein und erreichte Sandakan am 2. September 1888, einem Sonntag. Ein Vikariat gab es zu diesem Zeitpunkt noch nicht, so dass er bis auf Weiteres bei William Burgess Pryer und seiner Frau Ada Pryer einquartiert wurde.
Elton widmete sich seiner Beauftragung entsprechend unverzüglich der geistlichen Betreuung der Europäer in Sandakan und begann mit den Planungen für die Errichtung einer Kirche, eines Vikariats, einer Schule für Jungen und einer Schule für Mädchen.
Am 11. Juni 1889 ließ er seine Frau Annie und seine drei kleinen Kinder von England aus nach Nordborneo nachkommen.
Sein missionarisches Wirken in Nordborneo manifestierte sich in der Betreuung und Eröffnung verschiedener anglikanischer Kirchengemeinden. Die Eröffnung des ersten christlichen Missionshauses in Keningau im Jahr 1896 geht ebenso auf Elton zurück wie das anglikanische Engagement unter den chinesischen Christen in Kudat. Seiner über das ganze Gebiet des heutigen Sabah verstreuten Gemeinde blieb Elton während seiner gesamten Dienstzeit eng verbunden; so machte er es sich zur Aufgabe, jeden Europäer im Land mindestens einmal pro Jahr zu besuchen.
Obwohl in Sandakan bereits zwei Jahre vor seiner Ankunft durch die Mill-Hill-Missionare eine Schule für Jungen eröffnet worden war, setzte sich Elton über die Bedenken der Honoratioren hinweg und eröffnete im Oktober 1888 mit nur einem Schüler die Sandakan Boy’s School. Ein kleines Internat für die auswärtigen Schüler wurde am 1. Mai des folgenden Jahres eröffnet. 1899 wurde die Schule um einen Anbau hinter dem Vikariat erweitert, so dass Eltons Wunsch nach einer Sandakan Girl’s School endlich in Erfüllung ging.
Elton verließ Sandakan Anfang April 1914. Auf der Reise nach England wurde er krank und musste sich nach seiner Ankunft einer Operation unterziehen, die jedoch ohne Erfolg blieb.
William Henry Elton starb am 17. Dezember 1914.
Seine Frau Annie lebte noch bis 1927 auf einem kleinen Anwesen in Kudat und kehrte dann nach England zurück, wo sie 1928 starb.

## Elton’s Tagebuch
Über seine Tätigkeit in Sandakan führte Elton Tagebuch. Nachdem er 1914 seinen Dienst in Borneo beendet hatte, wurde das Tagebuch noch von seinen Nachfolgern weitergeführt, bis es schließlich aus Sicherheitsgründen während der japanischen Besetzung vergraben wurde. Nach dem Krieg kam es dann ins Archiv des U.S.P.G. House. 1976 wurde das Tagebuch von Rev. Brian Taylor der Öffentlichkeit zugänglich gemacht. Das Tagebuch zählt ähnlich wie das Tagebuch von Ada Pryer zu den Primärquellen über das koloniale Leben in Sandakan.